# Стюарт Гран При
Стюарт Гранд При (на английски: Stewart Grand Prix) е бивш тим от Формула 1, създаден през 1996 година от трикратния Световен шампион във Формула 1 - Джеки Стюарт и неговият син Пол Стюарт.
В края на 1999 година Форд откупува от Джеки Стюарт екипа и създава свой, името му е сменено на Ягуар Рейсинг (Jaguar Racing).
През 2004 „Ягуар“ е продаден на компанията за тонизиращи напитки Ред Бул, която създава първият от двата си екипа в състезанията - Ред Бул Рейсинг (Red Bull Racing).

### Победи на Стюарт Гран При във Формула 1
| N | Година | Пилот         | Двигател    | Гуми | Голяма награда | Писта       | Статистика |
| - | ------ | ------------- | ----------- | ---- | -------------- | ----------- | ---------- |
| 1 | 1999   | Джони Хърбърт | Стюарт-Форд | Б    | Европа         | Нюрбургринг | Статистика |